# だからさ 〜acoustic version〜
「だからさ 〜acoustic version〜」は、新山詩織の0thシングル。

## 解説
トレジャーハントビーイングオーディションのデビューを12月12日に確約した記念として「来春までの限定で、メールマガジン会員登録者全員に、この0th Singleを無料でプレゼントする(新山本人による手書きサインとシリアルナンバー、宛名が記入されている)」という位置づけで行われたシングル。この曲は新山が中学3年生の時、嫌な思いの発散場所を見つけられず、思わず衝動的に作ってしまったという初オリジナル曲であり、同オーディションで披露した曲でもある。発売されていないことから、入手困難な作品となっていたが2018年リリースの５周年記念ベスト盤『しおりごと -BEST-』に初収録された。

## 収録曲
1. だからさ ～acoustic version～
作詞・作曲：新山詩織　編曲：笹路正徳